# اوبر کوشتنتس
اوبر کوشتنتس (به آلمانی: Ober Kostenz) یک شهر در آلمان است که در راین-هونسروک واقع شده‌است. اوبر کوشتنتس ۲۷۷ نفر جمعیت دارد.